# Cody Fern
Cody Fern (Southern Cross, 6 juli 1988) is een Australisch acteur. Hij is gekend om zijn rol als Duncan Shepherd in House of Cards, als David Madson in The Assassination of Gianni Versace: American Crime Story en verschillende rollen in American Horror Story.

## Filmografie

### Film
| Jaar | Titel                       | Rol               |
| ---- | --------------------------- | ----------------- |
| 2014 | The Last Time I Saw Richard | Richard           |
| 2017 | The Tribes of Palos Verdes  | Jim Mason         |
| 2018 | The Great Darkened Days     | Vertegenwoordiger |

### Televisie
| Jaar | Titel                                                     | Rol             |
| ---- | --------------------------------------------------------- | --------------- |
| 2018 | The Assassination of Gianni Versace: American Crime Story | David Madson    |
| 2018 | American Horror Story: Apocalypse                         | Michael Langdon |
| 2018 | House of Cards                                            | Duncan Shepherd |
| 2019 | American Horror Story: 1984                               | Xavier Plympton |
| 2021 | Eden                                                      | Andy Dolan      |

- International Standard Name Identifier: 0000 0005 0109 7120
- Library of Congress Control Number: no2020016764
- Virtual International Authority File: 9248157100639372740007